# Egialeo (re di Sicione)
Egialeo (in greco antico: Αἰγιαλεύς?, Aighialéus) è un personaggio della mitologia greca, re di Egialea, figlio del dio fluviale Inaco e dell'oceanina Melia, anche se nella tradizione locale di Sicione fu autoctono, ovvero nato direttamente dalla terra.
Se era figlio di Inaco, era inoltre fratello di Foroneo e di Io.

## Mitologia
Storicamente è considerato il colono originario del Peloponneso e fondatore della città di Aegialea più tardi conosciuta come Sicione.
Secondo Pausania ebbe un figlio di nome Europo mentre secondo Apollodoro non ebbe figli e dopo la sua morte il regno fu governato da Foroneo.